# ウォーマン (サスカチュワン州)
ウォーマン（英: Warman）は、カナダ・サスカチュワン州中央部にある市。サスカトゥーンの北約20kmにあり、サスカトゥーンのベッドタウンである。ウォーマンは2021年の国勢調査ではサスカチュワン州で最も急成長している市で、2012年10月に市制施行された、サスカチュワン州で最も新しい市である。

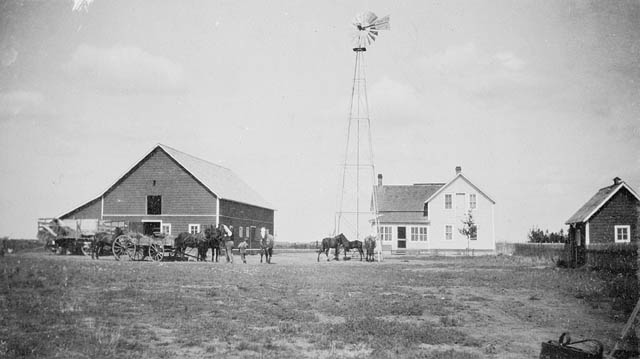
1910年ごろのウォーマン近郊のビューラー農場

## 歴史
ウォーマンは、1904年秋にカナディアン・ノーザン鉄道がフンボルトからノース・バトルフォードまでの北部線をカナディアン・パシフィック鉄道の南北線（レジャイナからプリンス・アルバートまで）との交差点に敷設した際に設立された。
ウォーマン駅は1907年春に開業し 、現在は史跡となっている。この駅は1942年まで運用されており、現在は高齢者のための施設となっている。
交差する鉄道路線がダイヤ形だったので、この集落は非公式にダイヤモンドと呼ばれていたが、カナディアン・ノーザン鉄道とグランド・トランク・パシフィック鉄道のカナダ西部の鉄道拡張ブームを取材したジャーナリスト、作家、詩人のサイ・ウォーマンにちなんでウォーマンと改称された。
鉄道開通後、農地を10ドルで取得できるという政策や新しいコミュニティでの経済的機会に引かれた入植者が流入した。政府、新聞、鉄道会社はこぞって入植を奨励し、ウォーマンは学校、教会、銀行、ホテル、新聞、鍛冶業、靴修理業、多くの雑貨店や木製の舗装道路を備えた繁栄するコミュニティへと急速に発展した。

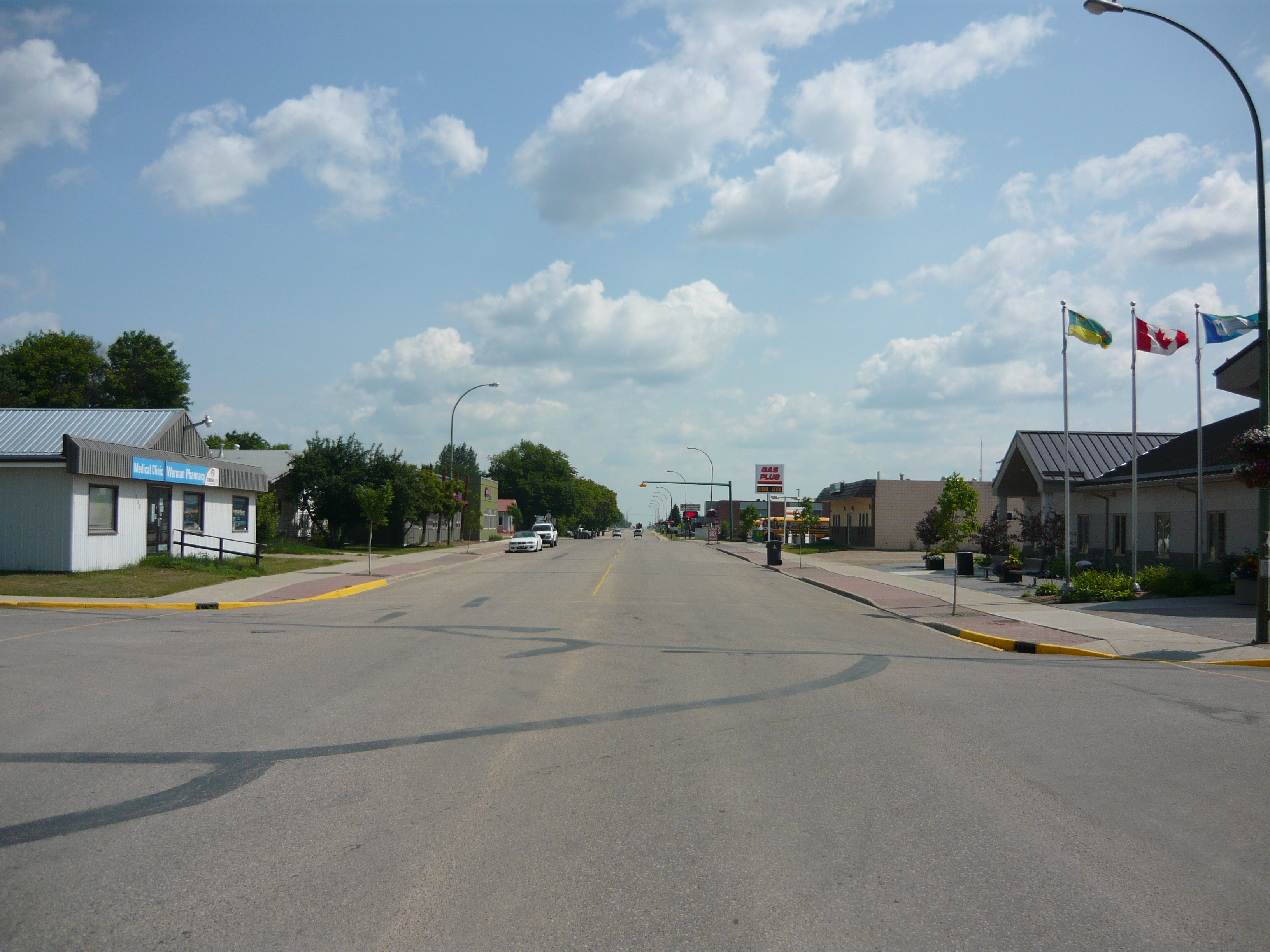
セントラル・ストリート商業地区

1908年の火災と1910年の竜巻によって新しく作られた村の大部分、特にメイン・ストリートが破壊され人口減少が起こった。住民はセントラル・ストリートに沿って再建することを選び、メイン・ストリートは住宅街となった。第一次世界大戦後も人口の減少は続き、1927年までに村は未編入集落となり、ウォーマン農村自治体によって行政事務が処理されるようになっていた。
しかし1950年代初頭、ウォーマンはサスカトゥーンの最初のベッドタウンの一つとして再び成長し始めた。1961年にはウォーマンの人口は659人に達し、1962年には再び村として再編成され、その4年後には町として再編成された。2011年には人口が7,084人に達し、町議会は2012年に市の地位を申請し、2012年の夏に州政府によって承認された。ウォーマンは2012年10月27日に正式に市制施行された。

## 交通
- ルイ・リエル・トレイル（サスカチュワン州道11号線）